# 1500 metros
Los 1500 metros lisos, 1500 metros planos o 1500 metros llanos son la prueba estrella del medio fondo del actual atletismo. En su modalidad masculina forman parte del programa de atletismo en los Juegos Olímpicos modernos desde su primera edición celebrada en Atenas en 1896; la modalidad femenina debutó en los Juegos de Múnich 1972.

## Récords
- Actualizado a agosto de 2024.
| Récord         | Categoría | Marca   | Atleta             | País           | Lugar     | Fecha                    |
| -------------- | --------- | ------- | ------------------ | -------------- | --------- | ------------------------ |
| Mundial        | Hombres   | 3:26,00 | Hicham El Guerrouj | Marruecos      | Roma      | 14 de julio de 1998      |
| Mundial        | Mujeres   | 3:49,04 | Faith Kipyegon     | Kenia          | París     | 7 de julio de 2024       |
| Olímpico       | Hombres   | 3:27,65 | Cole Hocker        | Estados Unidos | París     | 6 de agosto de 2024      |
| Olímpico       | Mujeres   | 3:51,29 | Faith Kipyegon     | Kenia          | París     | 10 de agosto de 2024     |
| Europeo        | Hombres   | 3:26,73 | Jakob Ingebrigtsen | Noruega        | Mónaco    | 12 de julio de 2024      |
| Europeo        | Mujeres   | 3:51,95 | Sifan Hassan       | Países Bajos   | Doha      | 5 de octubre de 2019     |
| Norteamericano | Hombres   | 3:27,65 | Cole Hocker        | Estados Unidos | París     | 6 de agosto de 2024      |
| Norteamericano | Mujeres   | 3:54,99 | Shelby Houlihan    | Estados Unidos | Doha      | 5 de octubre de 2019     |
| Africano       | Hombres   | 3:26,00 | Hicham El Guerrouj | Marruecos      | Roma      | 14 de julio de 1998      |
| Africano       | Mujeres   | 3:49,04 | Faith Kipyegon     | Kenia          | París     | 7 de julio de 2024       |
| Asiático       | Hombres   | 3:29,14 | Rashid Ramzi       | Baréin         | Roma      | 14 de julio de 2006      |
| Asiático       | Mujeres   | 3:50,46 | Yunxia Qu          | China          | Pekín     | 11 de septiembre de 1993 |
| Oceánico       | Hombres   | 3:29,41 | Oliver Hoare       | Australia      | Oslo      | 15 de junio de 2023      |
| Oceánico       | Mujeres   | 3:59,67 | Linden Hall        | Australia      | Melbourne | 1 de abril de 2021       |
| Sudamericano   | Hombres   | 3:33,25 | Hudson de Souza    | Brasil         | Rieti     | 28 de mayo de 2005       |
| Sudamericano   | Mujeres   | 4:05,67 | Letitia Vriesde    | Surinam        | Tokio     | 31 de agosto de 1991     |

## Evolución del récord mundial

### Masculino
- Cronometraje manual hasta 1980, desde entonces cronometraje electrónico.

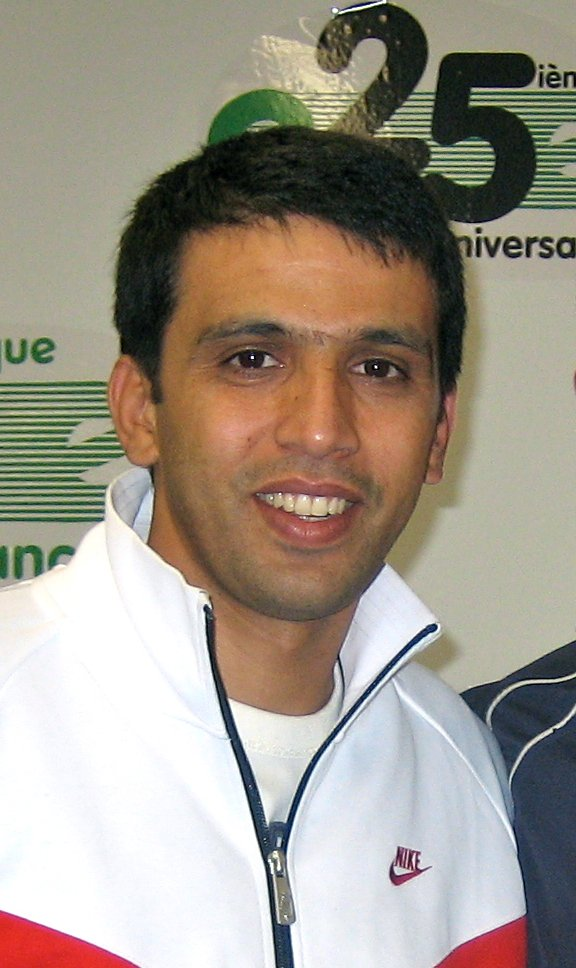
Hicham El Guerrouj actual plusmarquista mundial desde 1998.

| Tiempo  | Atleta              | Nacionalidad        | Lugar               | Fecha                    |
| ------- | ------------------- | ------------------- | ------------------- | ------------------------ |
| 3'55"8  | Abel Kiviat         | Estados Unidos      | Cambridge, EUA      | 8 de junio de 1912       |
| 3'54"7  | John Zander         | Suecia              | Estocolmo, Suecia   | 5 de agosto de 1917      |
| 3'52"6  | Paavo Nurmi         | Finlandia           | Helsinki, Finlandia | 19 de junio de 1924      |
| 3'51"0  | Otto Peltzer        | Alemania            | Berlín, Alemania    | 11 de septiembre de 1926 |
| 3'49"2  | Jules Ladoumègue    | Francia             | París, Francia      | 5 de octubre de 1930     |
| 3'49"2  | Luigi Beccali       | Italia              | Turín, Italia       | 9 de septiembre de 1933  |
| 3'49"0  | Luigi Beccali       | Italia              | Milán, Italia       | 17 de septiembre de 1933 |
| 3'48"8  | Bill Bonthron       | Estados Unidos      | Milwaukee, EUA      | 30 de junio de 1934      |
| 3'47"8  | Jack Lovelock       | Nueva Zelanda       | Berlín, Alemania    | 6 de agosto de 1936      |
| 3'47"6  | Gunder Hägg         | Suecia              | Estocolmo, Suecia   | 10 de agosto de 1941     |
| 3'45"8  | Gunder Hägg         | Suecia              | Estocolmo, Suecia   | 17 de julio de 1942      |
| 3'45"0  | Arne Andersson      | Suecia              | Göteborg, Suecia    | 17 de agosto de 1943     |
| 3'43"0  | Gunder Hägg         | Suecia              | Göteborg, Suecia    | 7 de julio de 1944       |
| 3'43"0  | Lennart Strand      | Suecia              | Malmö, Suecia       | 15 de julio de 1947      |
| 3'43"0  | Werner Lueg         | Alemania Occidental | Berlín, Alemania    | 29 de junio de 1952      |
| 3'42"8  | Wes Santee          | Estados Unidos      | Compton, EUA        | 4 de junio de 1954       |
| 3'41"8  | John Landy          | Australia           | Turku, Finlandia    | 21 de junio de 1954      |
| 3'40"8  | Sándor Iharos       | Hungría             | Helsinki, Finlandia | 28 de julio de 1955      |
| 3'40"8  | László Tábori       | Hungría             | Oslo, Noruega       | 6 de septiembre de 1955  |
| 3'40"8  | Gunnar Nielsen      | Dinamarca           | Oslo, Noruega       | 6 de septiembre de 1955  |
| 3'40"6  | István Rózsavölgyi  | Hungría             | Tata, Hungría       | 3 de agosto de 1956      |
| 3'40"2  | Olavi Salsola       | Finlandia           | Turku, Finlandia    | 11 de julio de 1957      |
| 3'40"2  | Olavi Salonen       | Finlandia           | Turku, Finlandia    | 11 de julio de 1957      |
| 3'38"1  | Stanislav Jungwirth | Checoslovaquia      | Stará Boleslav, TCH | 12 de julio de 1957      |
| 3'36"0  | Herb Elliott        | Australia           | Göteborg, Suecia    | 28 de agosto de 1958     |
| 3'35"6  | Herb Elliott        | Australia           | Roma, Italia        | 6 de septiembre de 1960  |
| 3'33"1  | Jim Ryun            | Estados Unidos      | Los Ángeles, EUA    | 8 de julio de 1967       |
| 3'32"2  | Filbert Bayi        | Tanzania            | Christchurch, NZL   | 2 de febrero de 1974     |
| 3'32"1  | Sebastian Coe       | Reino Unido         | Zúrich, Suiza       | 15 de agosto de 1979     |
| 3'32"1  | Steve Ovett         | Reino Unido         | Oslo, Noruega       | 15 de julio de 1980      |
| 3'31"36 | Steve Ovett         | Reino Unido         | Coblenza, RFA       | 27 de agosto de 1980     |
| 3'31"24 | Sydney Maree        | Estados Unidos      | Colonia, RFA        | 28 de agosto de 1983     |
| 3'30"77 | Steve Ovett         | Reino Unido         | Rieti, Italia       | 4 de septiembre de 1983  |
| 3'29"67 | Steve Cram          | Reino Unido         | Niza, Francia       | 16 de julio de 1985      |
| 3'29"46 | Saïd Aouita         | Marruecos           | Berlín, RFA         | 23 de agosto de 1985     |
| 3'28"86 | Noureddine Morceli  | Argelia             | Rieti, Italia       | 6 de septiembre de 1992  |
| 3'27"37 | Noureddine Morceli  | Argelia             | Niza, Francia       | 12 de julio de 1995      |
| 3'26"00 | Hicham El Guerrouj  | Marruecos           | Roma, Italia        | 14 de julio de 1998      |

### Femenino
- Cronometraje manual hasta 1980, desde entonces cronometraje electrónico.

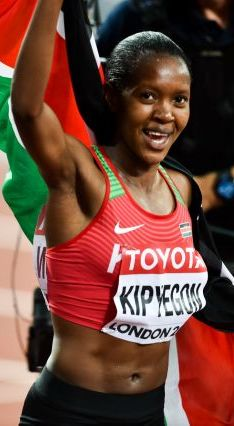
Faith Kipyegon, actual plusmarquista mundial

| Tiempo  | Atleta               | Nacionalidad      | Lugar                    | Fecha                    |
| ------- | -------------------- | ----------------- | ------------------------ | ------------------------ |
| 4'17"3  | Anne Smith           | Reino Unido       | Chiswick, Reino Unido    | 30 de junio de 1967      |
| 4'15"6  | Mia Gommers          | Países Bajos      | Sittard, Países Bajos    | 24 de octubre de 1967    |
| 4'12"4  | Paola Pigni          | Italia            | Milán, Italia            | 2 de julio de 1969       |
| 4'10"7  | Jaroslava Jehličková | Checoslovaquia    | Pireo, Grecia            | 20 de septiembre de 1969 |
| 4'09"6  | Karin Burneleit      | Alemania Oriental | Helsinki, Finlandia      | 15 de agosto de 1971     |
| 4'06"9  | Liudmila Bráguina    | Unión Soviética   | Moscú, Unión Soviética   | 18 de julio de 1972      |
| 4'06"5  | Liudmila Bráguina    | Unión Soviética   | Múnich, Alemania         | 4 de septiembre de 1972  |
| 4'05"1  | Liudmila Bráguina    | Unión Soviética   | Múnich, Alemania         | 7 de septiembre de 1972  |
| 4'01"4  | Liudmila Bráguina    | Unión Soviética   | Múnich, Alemania         | 9 de septiembre de 1972  |
| 3'56"0  | Tatiana Kazánkina    | Unión Soviética   | Podolsk, Unión Soviética | 28 de junio de 1976      |
| 3'55"0  | Tatiana Kazánkina    | Unión Soviética   | Moscú, Unión Soviética   | 6 de julio de 1980       |
| 3'52"47 | Tatiana Kazánkina    | Unión Soviética   | Zúrich, Suiza            | 3 de agosto de 1980      |
| 3'50"46 | Qu Yunxia            | China             | Pekín, China             | 11 de septiembre de 1993 |
| 3'50"07 | Genzebe Dibaba       | Etiopía           | Mónaco                   | 17 de julio de 2015      |
| 3'49"11 | Faith Kipyegon       | Kenia             | Florencia, Italia        | 2 de junio de 2023       |
| 3'49"04 | Faith Kipyegon       | Kenia             | París, Francia           | 7 de julio de 2024       |

## Atletas con mejores marcas mundiales

### Masculino
Actualizado a agosto de 2024
| Ranking | Marca   | Atleta                   | País           | Fecha                   | Lugar       |
| ------- | ------- | ------------------------ | -------------- | ----------------------- | ----------- |
| 1       | 3:26.00 | Hicham El Guerrouj       | Marruecos      | 14 de julio de 1998     | Roma        |
| 2       | 3:26.34 | Bernard Lagat            | Kenia          | 24 de agosto de 2001    | Bruselas    |
| 3       | 3:26.69 | Asbel Kiprop             | Kenia          | 17 de julio de 2015     | Mónaco      |
| 4       | 3:26.73 | Jakob Ingebrigtsen       | Noruega        | 12 de julio de 2024     | Mónaco      |
| 5       | 3:27.37 | Nuredin Morceli          | Argelia        | 12 de julio de 1995     | Niza        |
| 6       | 3:27.64 | Silas Kiplagat           | Kenia          | 18 de julio de 2014     | Mónaco      |
| 7       | 3:27.65 | Cole Hocker              | Estados Unidos | 6 de agosto de 2024     | Saint-Denis |
| 8       | 3:27.79 | Josh Kerr                | Reino Unido    | 6 de agosto de 2024     | Saint-Denis |
| 9       | 3:27.80 | Yared Nuguse             | Estados Unidos | 6 de agosto de 2024     | Saint-Denis |
| 10      | 3:28.12 | Noah Ngeny               | Kenia          | 11 de agosto de 2000    | Zürich      |
| 11      | 3:28.28 | Timothy Cheruiyot        | Kenia          | 20 de julio de 2018     | Mónaco      |
| 12      | 3:28.75 | Taoufik Makhloufi        | Argelia        | 17 de julio de 2015     | Mónaco      |
| 13      | 3:28.76 | Mohamed Katir            | España         | 9 de julio de 2021      | Mónaco      |
| 14      | 3:28.79 | Abdalaati Iguider        | Marruecos      | 17 de julio de 2015     | Mónaco      |
| 15      | 3:28.80 | Elijah Manangoi          | Kenia          | 21 de julio de 2017     | Mónaco      |
| 15      | 3:28.80 | Brian Komen              | Kenia          | 12 de julio de 2024     | Mónaco      |
| 17      | 3:28.81 | Mo Farah                 | Reino Unido    | 19 de julio de 2013     | Mónaco      |
| 17      | 3:28.81 | Ronald Kwemoi            | Kenia          | 18 de julio de 2014     | Mónaco      |
| 19      | 3:28.95 | Fermín Cacho             | España         | 13 de agosto de 1997    | Zürich      |
| 20      | 3:28.98 | Mehdi Baala              | Francia        | 5 de septiembre de 2003 | Bruselas    |
| 21      | 3:29.02 | Daniel Kipchirchir Komen | Kenia          | 21 de julio de 2006     | Roma        |
| 22      | 3:29.11 | Abel Kipsang             | Kenia          | 16 de julio de 2023     | Chorzów     |
| 23      | 3:29.14 | Rashid Ramzi             | Baréin         | 14 de julio de 2006     | Roma        |
| 24      | 3:29.18 | Venuste Niyongabo        | Burundi        | 22 de agosto de 1997    | Bruselas    |
| 25      | 3:29.18 | Mario García Romo        | España         | 15 de julio de 2023     | Oslo        |

### Femenino
Actualizado a agosto de 2024
| Ranking | Marca   | Atleta            | País            | Fecha                    | Lugar       |
| ------- | ------- | ----------------- | --------------- | ------------------------ | ----------- |
| 1       | 3:49.04 | Faith Kipyegon    | Kenia           | 7 de julio de 2024       | París       |
| 2       | 3:50,07 | Genzebe Dibaba    | Etiopía         | 17 de julio de 2015      | Mónaco      |
| 3       | 3:50.30 | Gudaf Tsegay      | Etiopía         | 20 de abril de 2024      | Xiamen      |
| 4       | 3:50,46 | Yunxia Qu         | China           | 11 de septiembre de 1993 | Pekín       |
| 5       | 3:50.83 | Jessica Hull      | Australia       | 7 de julio de 2024       | París       |
| 6       | 3:50,98 | Jiang Bo          | China           | 18 de octubre de 1997    | Shanghái    |
| 7       | 3:51,34 | Yinglai Lang      | China           | 18 de octubre de 1997    | Shanghái    |
| 8       | 3:51,92 | Junxia Wang       | China           | 11 de septiembre de 1993 | Pekín       |
| 9       | 3:51.95 | Sifan Hassan      | Países Bajos    | 5 de octubre de 2019     | Doha        |
| 10      | 3:52,47 | Tatyana Kazankina | Unión Soviética | 13 de agosto de 1980     | Zúrich      |
| 11      | 3:52.61 | Georgia Bell      | Reino Unido     | 10 de agosto de 2024     | Saint-Denis |
| 12      | 3:52.75 | Diribe Welteji    | Etiopía         | 10 de agosto de 2024     | Saint-Denis |
| 13      | 3:53.22 | Birke Haylom      | Etiopía         | 20 de abril de 2024      | Xiamen      |
| 14      | 3:53.37 | Laura Muir        | Reino Unido     | 10 de agosto de 2024     | Saint-Denis |
| 15      | 3:53,91 | Lili Yin          | China           | 18 de octubre de 1997    | Shanghái    |
| 16      | 3:53,96 | Paula Ivan        | Rumania         | 1 de octubre de 1988     | Seúl        |
| 17      | 3:53,97 | Lixin Lan         | China           | 18 de octubre de 1997    | Shanghái    |
| 18      | 3:54,23 | Olga Dvirna       | Unión Soviética | 27 de julio de 1982      | Kiev        |
| 19      | 3:54.52 | Zhang Ling        | China           | 18 de octubre de 1997    | Shanghái    |
| 20      | 3:54.87 | Hirut Meshesha    | Etiopía         | 16 de julio de 2023      | Chorzów     |
| 21      | 3:54.99 | Shelby Houlihan   | Estados Unidos  | 5 de octubre de 2019     | Doha        |
| 22      | 3:55.07 | Yanmei Dong       | China           | 18 de octubre de 1997    | Shanghái    |
| 23      | 3:55.30 | Hassiba Boulmerka | Argelia         | 8 de agosto de 1992      | Barcelona   |
| 24      | 3:55.33 | Süreyya Ayhan     | Turquía         | 5 de septiembre de 2003  | Bruselas    |
| --      | 3:55.33 | Nikki Hiltz       | Estados Unidos  | 30 de junio de 2024      | Eugene      |

## Campeones olímpicos

### Masculinos
Detalles en Anexo:Medallistas olímpicos en atletismo (1500 metros lisos masculinos).
| Edición             | Oro                                            | Plata                                        | Bronce                                    |
| ------------------- | ---------------------------------------------- | -------------------------------------------- | ----------------------------------------- |
| Atenas 1896         | Teddy Flack (4:33,2) · Reino Unido             | Arthur Blake · Estados Unidos                | Albin Lermusiaux · Francia                |
| París 1900          | Charles Bennett (4:06,2) · Reino Unido         | Henri Deloge · Francia                       | John Bray · Estados Unidos                |
| Saint Louis 1904    | Jim Lightbody (4:05,4) · Estados Unidos        | Frank Verner · Estados Unidos                | Lacey Hearn · Estados Unidos              |
| Londres 1908        | Mel Sheppard (4:03,4) · Estados Unidos         | Harold Wilson · Reino Unido                  | Norman Hallows · Reino Unido              |
| Estocolmo 1912      | Arnold Jackson (3:56,8) · Reino Unido          | Abel Kiviat · Estados Unidos                 | Norman Taber · Estados Unidos             |
| Amberes 1920        | Albert Hill (4:01,8) · Reino Unido             | Philip Noel-Baker · Reino Unido              | Lawrence Shields · Estados Unidos         |
| París 1924          | Paavo Nurmi (3:53,6) · Finlandia               | Willy Schärer · Suiza                        | Henry Stallard · Reino Unido              |
| Ámsterdam 1928      | Harry Larva (3:53,2) · Finlandia               | Jules Ladoumègue · Francia                   | Eino Purje · Finlandia                    |
| Los Ángeles 1932    | Luigi Beccali (3:51,2) · Italia                | Jerry Cornes · Reino Unido                   | Phil Edwards · Canadá                     |
| Berlín 1936         | Jack Lovelock (3:47,8) · Nueva Zelanda         | Glenn Cunningham · Estados Unidos            | Luigi Beccali · Italia                    |
| Londres 1948        | Henry Eriksson (3:49,8) · Suecia               | Lennart Strand · Suecia                      | Wim Slijkhuis · Países Bajos              |
| Helsinki 1952       | Josy Barthel (3:45,1) · Luxemburgo             | Bob McMillen · Estados Unidos                | Werner Lueg · Alemania                    |
| Melbourne 1956      | Ron Delany (3:41,2) · Irlanda                  | Klaus Richtzenhain · Equipo Alemán Unificado | John Landy · Australia                    |
| Roma 1960           | Herb Elliott (3:35,6) · Australia              | Michel Jazy · Francia                        | István Rózsavölgyi · Hungría              |
| Tokio 1964          | Peter Snell (3:38,1) · Nueva Zelanda           | Josef Odložil · Checoslovaquia               | John Davies · Nueva Zelanda               |
| México 1968         | Kipchoge Keino (3:34,91) · Kenia               | Jim Ryun · Estados Unidos                    | Bodo Tümmler · Alemania Occidental        |
| Múnich 1972         | Pekka Vasala (3:36,33) · Finlandia             | Kipchoge Keino · Kenia                       | Rod Dixon · Nueva Zelanda                 |
| Montreal 1976       | John Walker (3:39,17) · Nueva Zelanda          | Ivo Van Damme · Bélgica                      | Paul-Heinz Wellmann · Alemania Occidental |
| Moscú 1980          | Sebastian Coe (3:38,40) · Reino Unido          | Jürgen Straub · Alemania Oriental            | Steve Ovett · Reino Unido                 |
| Los Ángeles 1984    | Sebastian Coe (3:32,53) · Reino Unido          | Steve Cram · Reino Unido                     | José Manuel Abascal · España              |
| Seúl 1988           | Peter Rono (3:35,96) · Kenia                   | Peter Elliott · Reino Unido                  | Jens-Peter Herold · Alemania Oriental     |
| Barcelona 1992      | Fermín Cacho (3:40,12) · España                | Rachid El Basir · Marruecos                  | Mohamed Suleiman · Catar                  |
| Atlanta 1996        | Noureddine Morceli (3:35,78) · Argelia         | Fermín Cacho · España                        | Stephen Kipkorir · Kenia                  |
| Sídney 2000         | Noah Ngeny (3:32,07) · Kenia                   | Hicham El Guerrouj · Marruecos               | Bernard Lagat · Kenia                     |
| Atenas 2004         | Hicham El Guerrouj (3:34,18) · Marruecos       | Bernard Lagat · Kenia                        | Rui Silva · Portugal                      |
| Pekín 2008          | Asbel Kipruto Kiprop (3:33,11) · Kenia         | Nick Willis · Nueva Zelanda                  | Mehdi Baala · Francia                     |
| Londres 2012        | Taoufik Makhloufi (3:34,08) · Argelia          | Leonel Manzano · Estados Unidos              | Abdalaati Iguider · Marruecos             |
| Río de Janeiro 2016 | Matthew Centrowitz (3’50’’00) · Estados Unidos | Taoufik Makhloufi · Argelia                  | Nick Willis · Nueva Zelanda               |
| Tokio 2020          | Jakob Ingebrigtsen (3’28’’32) · Noruega        | Timothy Cheruiyot · Kenia                    | Josh Kerr · Reino Unido                   |
| París 2024          | Cole Hocker (3’27’’65 ) · Estados Unidos       | Josh Kerr · Reino Unido                      | Yared Nuguse · Estados Unidos             |

### Femenino
| Edición             | Oro                                            | Plata                                     | Bronce                                |
| ------------------- | ---------------------------------------------- | ----------------------------------------- | ------------------------------------- |
| Múnich 1972         | Lyudmila Bragina (4’01’’38) · Unión Soviética  | Gunhild Hoffmeister · Alemania Oriental   | Paola Pigni · Italia                  |
| Montreal 1976       | Tatiana Kazankina (4’05’’5) · Unión Soviética  | Gunhild Hoffmeister · Alemania Oriental   | Ulrike Bruns · Alemania Oriental      |
| Moscú 1980          | Tatiana Kazankina (3’56’’56) · Unión Soviética | Christiane Wartenberg · Alemania Oriental | Nadezhda Olizarenko · Unión Soviética |
| Los Ángeles 1984    | Gabriella Dorio (4’03’’25) · Italia            | Doina Melinte · Rumania                   | Maricica Puică · Rumania              |
| Seúl 1988           | Paula Ivan (3’53’’96) · Rumania                | Laimutė Baikauskaitė · Unión Soviética    | Tatiana Samólenko · Unión Soviética   |
| Barcelona 1992      | Hassiba Boulmerka (3’55’’30) · Argelia         | Lyudmila Rogachova · Equipo Unificado     | Qu Yunxia · República Popular China   |
| Atlanta 1996        | Svetlana Masterkova (4’00’’83) · Rusia         | Gabriela Szabo · Rumania                  | Theresia Kiesl · Austria              |
| Sídney 2000         | Nouria Mérah-Benida (3’57’’90) · Argelia       | Violeta Szekely · Rumania                 | Gabriela Szabo · Rumania              |
| Atenas 2004         | Kelly Holmes (3’57’’90) · Reino Unido          | Tatyana Tomashova · Rusia                 | Maria Cioncan · Rumania               |
| Pekín 2008          | Nancy Langat (4’00’’23) · Kenia                | Iryna Lishchynska · Ucrania               | Nataliya Tobias · Ucrania             |
| Londres 2012        | Maryam Yusuf Jamal (4’10’’74) · Baréin         | Tatyana Tomashova · Rusia                 | Abeba Aregawi · Etiopía               |
| Río de Janeiro 2016 | Faith Kipyegon (4’08’’92) · Kenia              | Genzebe Dibaba · Etiopía                  | Jennifer Simpson · Estados Unidos     |
| Tokio 2020          | Faith Kipyegon (3’53’’11) · Kenia              | Laura Muir · Reino Unido                  | Sifan Hassan · Países Bajos           |
| París 2024          | Faith Kipyegon (3’51’’29 ) · Kenia             | Jessica Hull · Australia                  | Georgia Bell · Reino Unido            |

## Campeones mundiales
- Ganadores en el Campeonato Mundial de Atletismo.

### Masculino
| Edición         | Oro                     | Plata                   | Bronce               |
| --------------- | ----------------------- | ----------------------- | -------------------- |
| Helsinki 1983   | Steve Cram              | Steve Scott             | Saïd Aouita          |
| Roma 1987       | Abdi Bile               | José Luis González      | Jim Spivey           |
| Tokio 1991      | Noureddine Morceli      | Wilfred Kirochi         | Hauke Fuhlbrügge     |
| Stuttgart 1993  | Noureddine Morceli      | Fermín Cacho            | Abdi Bile            |
| Gotemburgo 1995 | Noureddine Morceli      | Hicham El Guerrouj      | Vénuste Niyongabo    |
| Atenas 1997     | Hicham El Guerrouj      | Fermín Cacho            | Reyes Estévez        |
| Sevilla 1999    | Hicham El Guerrouj      | Noah Ngeny              | Reyes Estévez        |
| Edmonton 2001   | Hicham El Guerrouj      | Bernard Lagat           | Driss Maazouzi       |
| París 2003      | Hicham El Guerrouj      | Mehdi Baala             | Ivan Heshko          |
| Helsinki 2005   | Rashid Ramzi            | Adil Kaouch             | Rui Silva            |
| Osaka 2007      | Bernard Lagat           | Rashid Ramzi            | Shedrack Kibet Korir |
| Berlín 2009     | Yusuf Saad Kamel        | Deresse Mekonnen        | Bernard Lagat        |
| Daegu 2011      | Asbel Kiprop            | Silas Kiplagat          | Matthew Centrowitz   |
| Moscú 2013      | Asbel Kiprop            | Matthew Centrowitz      | Johan Cronje         |
| Pekín 2015      | Asbel Kiprop            | Elijah Motonei Manangoi | Abdalaati Iguider    |
| Londres 2017    | Elijah Motonei Manangoi | Timothy Cheruiyot       | Filip Ingebrigtsen   |
| Doha 2019       | Timothy Cheruiyot       | Taufik Majlufi          | Marcin Lewandowski   |
| Oregón 2022     | Jake Wightman           | Jakob Ingebrigtsen      | Mohamed Katir        |
| Budapest 2023   | Josh Kerr               | Jakob Ingebrigtsen      | Narve Gilje Nordås   |

### Femenino
| Edición         | Oro                          | Plata                        | Bronce                     |
| --------------- | ---------------------------- | ---------------------------- | -------------------------- |
| Helsinki 1983   | Mary Decker                  | Zamira Zaytseva              | Yekaterina Podkopayeva     |
| Roma 1987       | Tatyana Samolenko-Dorovskikh | Hildegard Körner             | Doina Melinte              |
| Tokio 1991      | Hassiba Boulmerka            | Tatyana Samolenko-Dorovskikh | Lyudmila Rogachova         |
| Stuttgart 1993  | Liu Dong                     | Sonia O'Sullivan             | Hassiba Boulmerka          |
| Gotemburgo 1995 | Hassiba Boulmerka            | Kelly Holmes                 | Carla Sacramento           |
| Atenas 1997     | Carla Sacramento             | Regina Jacobs                | Anita Weyermann            |
| Sevilla 1999    | Svetlana Masterkova          | Regina Jacobs                | Kutre Dulecha              |
| Edmonton 2001   | Gabriela Szabó               | Violeta Szekely              | Natalya Gorelova           |
| París 2003      | Tatyana Tomashova            | Süreyya Ayhan                | Hayley Tullett             |
| Helsinki 2005   | Tatyana Tomashova            | Olga Yegorova                | Bouchra Ghezielle          |
| Osaka 2007      | Maryam Yusuf Jamal           | Iryna Lishchynska            | Daniela Yordanova          |
| Berlín 2009     | Maryam Yusuf Jamal           | Lisa Dobriskey               | Shannon Rowbury            |
| Daegu 2011      | Jennifer Simpson             | Hannah England               | Natalia Rodríguez Martínez |
| Moscú 2013      | Abeba Aregawi                | Jennifer Simpson             | Hellen Obiri               |
| Pekín 2015      | Genzebe Dibaba               | Faith Chepngetich Kipyegon   | Sifan Hassan               |
| Londres 2017    | Faith Kipyegon               | Jennifer Simpson             | Caster Semenya             |
| Doha 2019       | Sifan Hassan                 | Faith Kipyegon               | Gudaf Tsegay               |
| Oregón 2022     | Faith Kipyegon               | Gudaf Tsegay                 | Laura Muir                 |
| Budapest 2023   | Faith Kipyegon               | Diribe Welteji               | Sifan Hassan               |

## Mejores tiempos por temporada
| Año  | Tiempo  | Atleta                   | Lugar             |
| ---- | ------- | ------------------------ | ----------------- |
| 1966 | 3:36.1  | Jim Ryun                 | Berkeley          |
| 1967 | 3:33.1  | Jim Ryun                 | Los Ángeles       |
| 1968 | 3:34.9  | Kipchoge Keino           | Ciudad de México  |
| 1969 | 3:37.2  | Marty Liquori            | Stuttgart         |
| 1970 | 3:34.0  | Jean Wadoux              | Colombes          |
| 1971 | 3:36.0  | Marty Liquori            | Milán             |
| 1972 | 3:36.33 | Pekka Vasala             | Múnich            |
| 1973 | 3:34.6  | Filbert Bayi             | Helsinki          |
| 1974 | 3:32.16 | Filbert Bayi             | Christchurch      |
| 1975 | 3:32.4  | John Walker              | Oslo              |
| 1976 | 3:34.19 | John Walker              | Estocolmo         |
| 1977 | 3:32.72 | John Walker              | Bruselas          |
| 1978 | 3:35.48 | David Moorcroft          | Edmonton          |
| 1979 | 3:32.03 | Sebastian Coe            | Zürich            |
| 1980 | 3:31.36 | Steve Ovett              | Coblenza          |
| 1981 | 3:31.57 | Steve Ovett              | Budapest          |
| 1982 | 3:32.12 | Sydney Maree             | Bruselas          |
| 1983 | 3:30.77 | Steve Ovett              | Rieti             |
| 1984 | 3:31.54 | Saïd Aouita              | Hengelo           |
| 1985 | 3:29.46 | Saïd Aouita              | Berlín            |
| 1986 | 3:29.77 | Sebastian Coe            | Rieti             |
| 1987 | 3:30.69 | Saïd Aouita              | Oslo              |
| 1988 | 3:30.95 | Steve Cram               | Bruselas          |
| 1989 | 3:30.55 | Abdi Bile                | Rieti             |
| 1990 | 3:32.60 | Noureddine Morceli       | Bologna           |
| 1991 | 3:31.00 | Noureddine Morceli       | Helsinki          |
| 1992 | 3:28.86 | Noureddine Morceli       | Rieti             |
| 1993 | 3:29.20 | Noureddine Morceli       | Narbonne          |
| 1994 | 3:30.61 | Noureddine Morceli       | Villeneuve d'Ascq |
| 1995 | 3:27.37 | Noureddine Morceli       | Niza              |
| 1996 | 3:29.05 | Hicham El Guerrouj       | Bruselas          |
| 1997 | 3:28.91 | Hicham El Guerrouj       | Zürich            |
| 1998 | 3:26.00 | Hicham El Guerrouj       | Roma              |
| 1999 | 3:27.65 | Hicham El Guerrouj       | Sevilla           |
| 2000 | 3:27.21 | Hicham El Guerrouj       | Zürich            |
| 2001 | 3:26.12 | Hicham El Guerrouj       | Bruselas          |
| 2002 | 3:26.89 | Hicham El Guerrouj       | Zürich            |
| 2003 | 3:28.40 | Hicham El Guerrouj       | Bruselas          |
| 2004 | 3:27.40 | Bernard Lagat            | Zürich            |
| 2005 | 3:29.30 | Bernard Lagat            | Rieti             |
| 2006 | 3:29.02 | Daniel Kipchirchir Komen | Roma              |
| 2007 | 3:30.54 | Alan Webb                | Saint-Denis       |
| 2008 | 3:31.49 | Daniel Kipchirchir Komen | Mónaco            |
| 2009 | 3:29.47 | Augustine Kiprono Choge  | Berlín            |
| 2010 | 3:29.27 | Silas Kiplagat           | Mónaco            |
| 2011 | 3:30.46 | Asbel Kiprop             | Rieti             |
| 2012 | 3:28.88 | Asbel Kiprop             | Mónaco            |
| 2013 | 3:27.72 | Asbel Kiprop             | Mónaco            |
| 2014 | 3:27.64 | Silas Kiplagat           | Mónaco            |
| 2015 | 3:26.69 | Asbel Kiprop             | Mónaco            |
| 2016 | 3:29.33 | Asbel Kiprop             | Birmingham        |
| 2017 | 3:28.80 | Elijah Manangoi          | Mónaco            |
| 2018 | 3:28.41 | Timothy Cheruiyot        | Mónaco            |
| 2019 | 3:28.77 | Timothy Cheruiyot        | Lausanne          |
| 2020 | 3:28.45 | Timothy Cheruiyot        | Mónaco            |
| 2021 | 3:28.28 | Timothy Cheruiyot        | Mónaco            |
| 2022 | 3:29.02 | Jakob Ingebrigtsen       | Zürich            |
| 2023 | 3:27.14 | Jakob Ingebrigtsen       | Chorzów           |
| 2024 | 3:26.73 | Jakob Ingebrigtsen       | Mónaco            |

| Año  | Tiempo   | Atleta                 | Lugar             |
| ---- | -------- | ---------------------- | ----------------- |
| 1966 |          |                        |                   |
| 1967 |          |                        |                   |
| 1968 |          |                        |                   |
| 1969 |          |                        |                   |
| 1970 | 4:12.2   | Karin Burneleit        | Berlín            |
| 1971 | 4:09.6   | Karin Burneleit        | Helsinki          |
| 1972 | 4:01.4   | Lyudmila Bragina       | Múnich            |
| 1973 | 4:04.6   | Karin Krebs            | Potsdam           |
| 1974 | 4:02.25  | Gunhild Hoffmeister    | Rome              |
| 1975 | 4:06.0   | Nina Morgunova         | Moscú             |
| 1976 | 3:56.0   | Tatyana Kazankina      | Podolsk           |
| 1977 | 4:02.65  | Natalia Marasescu      | Bucarest          |
| 1978 | 3:59.01  | Giana Romanova         | Praga             |
| 1979 | 3:57.4   | Totka Petrova          | Atenas            |
| 1980 | 3:52.47  | Tatyana Kazankina      | Zürich            |
| 1981 | 3:57.78  | Olga Dvirna            | Budapest          |
| 1982 | 3:54.23  | Olga Dvirna            | Kiev              |
| 1983 | 3:57.12  | Mary Decker            | Estocolmo         |
| 1984 | 3:56.63  | Nadezhda Ralldugina    | Praga             |
| 1985 | 3:57.24  | Mary Decker            | Bruselas          |
| 1986 | 3:56.7   | Doina Melinte          | Bucarest          |
| 1987 | 3:58.56  | Tatyana Dorovskikh     | Roma              |
| 1988 | 3:53.96  | Paula Ivan             | Seúl              |
| 1989 | 3:59.23  | Paula Ivan             | Niza              |
| 1990 | 3:58.69  | Doina Melinte          | Villeneuve d'Ascq |
| 1991 | 3:59.16  | Natalya Artyomova      | Zürich            |
| 1992 | 3:55.30  | Hassiba Boulmerka      | Barcelona         |
| 1993 | 3:50.46  | Qu Yunxia              | Beijing           |
| 1994 | 3:59.10  | Sonia O'Sullivan       | Niza              |
| 1995 | 3:58.85  | Sonia O'Sullivan       | Mónaco            |
| 1996 | 3:56.77  | Svetlana Masterkova    | Zürich            |
| 1997 | 3:50.98  | Jiang Bo               | Shanghái          |
| 1998 | 3:56.97  | Gabriela Szabo         | Mónaco            |
| 1999 | 3:59.31  | Violeta Szekely        | Zürich            |
| 2000 | 3:57.40  | Suzy Favor-Hamilton    | Oslo              |
| 2001 | 3:59.35  | Violeta Szekely        | Mónaco            |
| 2002 | 3:57.75  | Süreyya Ayhan          | Bruselas          |
| 2003 | 3:55.33  | Süreyya Ayhan          | Bruselas          |
| 2004 | 3:57.90  | Kelly Holmes           | Atenas            |
| 2005 | 3:56.79  | Maryam Yusuf Jamal     | Rieti             |
| 2006 | 3:55.68  | Yulia Chizhenko        | Saint-Denis       |
| 2007 | 3:58.75  | Maryam Yusuf Jamal     | Osaka             |
| 2008 | 3:59.75i | Gelete Burka           | Valencia          |
| 2009 | 3:56.55  | Maryam Yusuf Jamal     | Roma              |
| 2010 | 3:57.65  | Anna Alminova          | Saint-Denis       |
| 2011 | 4:00.06  | Morgan Uceny           | Bruselas          |
| 2012 | 3:56.15  | Mariem Alaoui Selsouli | París             |
| 2013 | 3:56.60  | Abeba Aregawi          | Doha              |
| 2014 | 3:55.17i | Genzebe Dibaba         | Karlsruhe         |
| 2015 | 3:50.07  | Genzebe Dibaba         | Mónaco            |
| 2016 | 3:55.22  | Laura Muir             | Saint-Denis       |
| 2017 | 3:56.14  | Sifan Hassan           | Hengelo           |
| 2018 | 3:56.68  | Genzebe Dibaba         | Chorzów           |
| 2019 | 3:51.95  | Sifan Hassan           | Doha              |
| 2020 | 3:57.40  | Laura Muir             | Berlín            |
| 2021 | 3:51.07  | Faith Kipyegon         | Mónaco            |
| 2022 | 3:50.37  | Faith Kipyegon         | Mónaco            |
| 2023 | 3:49.11  | Faith Kipyegon         | Florencia         |
| 2024 | 3:49.04  | Faith Kipyegon         | París             |